# Монтескано
Монтескано (итал. Montescano) — коммуна в Италии, располагается в регионе Ломбардия, в провинции Павия.
Население составляет 398 человек (2008 г.), плотность населения составляет 166 чел./км². Занимает площадь 2 км². Почтовый индекс — 27040. Телефонный код — 0385.
Покровительницей коммуны почитается Пресвятая Богородица, (Madonna di Caravaggio), празднование 24 мая. 

## Демография
Динамика населения:

## Администрация коммуны
- Официальный сайт: http://www.comune.montescano.pv.it